# Instinct (album Ektomorf)
Instinct – czwarty album studyjny węgierskiej grupy muzycznej Ektomorf.

## Lista utworów
1. Set Me Free
2. Show Your Fist
3. Instinct
4. Burn
5. The Holy Noise
6. Fuck You All
7. United Nations
8. Land Of Pain
9. Break You
10. You Get What You Give
11. Until The End
12. I Will

Dodatki:
- "I Know Them" (teledysk, 2004)
- "Destroy" (teledysk, 2004)

## Teledyski
- "Set Me Free" (2005)
- "Show Your Fist" (2005)

## Twórcy
Skład zespołu
- Zoltán Farkas - śpiew, gitara elektryczna, gitara akustyczna
- Csaba Farkas - gitara basowa
- József Szakács - perkusja
- Tamás Schrottner - gitara

Inni zaangażowani
- Tue Madsen - producent muzyczny